# Palacio de Orleans-Borbón
El palacio de Orleans y Borbón se levanta en la ciudad española de Sanlúcar de Barrameda en la andaluza provincia de Cádiz. Fue construido entre los años 1852 y 1876 como residencia de verano por Antonio de Orleans y María Luisa Fernanda de Borbón, a la sazón Infantes de España y Duques de Montpensier. Forma parte del Conjunto histórico-artístico y de la Ciudad-convento de Sanlúcar de Barrameda.
El edificio fue habitado hasta 1955 por la familia de Orleans y Borbón, fue vendido en 1971 para proceder a su demolición. A partir de 1979 el Ayuntamiento de Sanlúcar de Barrameda inició los trámites para su adquisición y recuperación. Actualmente es la sede del ayuntamiento de esta ciudad.

## El edificio

### Historia
El edificio constituyó un proyecto personal del duque, que reunió en el conjunto del palacio una selección de elementos procedentes de la arquitectura oriental, hispano-musulmana y mudéjar y que a su vez recibe influencia francesa y clásica, todo ello en el ámbito de los gustos del siglo XIX.
El duque de Montpensier había tomado contacto con la cultura oriental en sus estancias en Líbano y Argelia, durante su aprendizaje militar y también con motivo de un viaje diplomático que realizó en 1845 por el Mediterráneo oriental. Estas influencias se trasladaron al palacio, en el que según su secretario Antoine de Latour, a cada paso se encontraba un recuerdo de Egipto, una imagen de Argelia, Túnez, Constantinopla o Granada. Este germen orientalista sirvió de influencia y dio como consecuencia la extensión del prototipo neomusulmán entre la burguesía gaditana e hispalense de la época.
Para su construcción se aprovechó fundamentalmente la estructura de tres edificios ya existentes, el antiguo seminario conciliar, la casa de Páez de la Cádena y parte del convento de la Merced a los que se dio un “envoltorio” común. Por ello carece de ejes de simetría axial y coaxial. Está construido según trazas atribuidas a los arquitectos Balbino Marrón y Juan Talavera y de la Vega, en un estilo historicista y ecléctico propio de gran parte del siglo XIX; usándose en sus fachadas el estilo neomudéjar y el clasicismo italianizante. En la decoración de sus salas interiores se recurrió a multitud de estilos historicistas (neomudéjar, rococó, chinesco, egipcio, inglés, etc). Por ello puede considerársele un auténtico capricho, en el sentido romántico del término.
En 2021 la asociación Hispania Nostra incluyó el edificio en su Lista Roja del Patrimonio por su estado ruinoso.

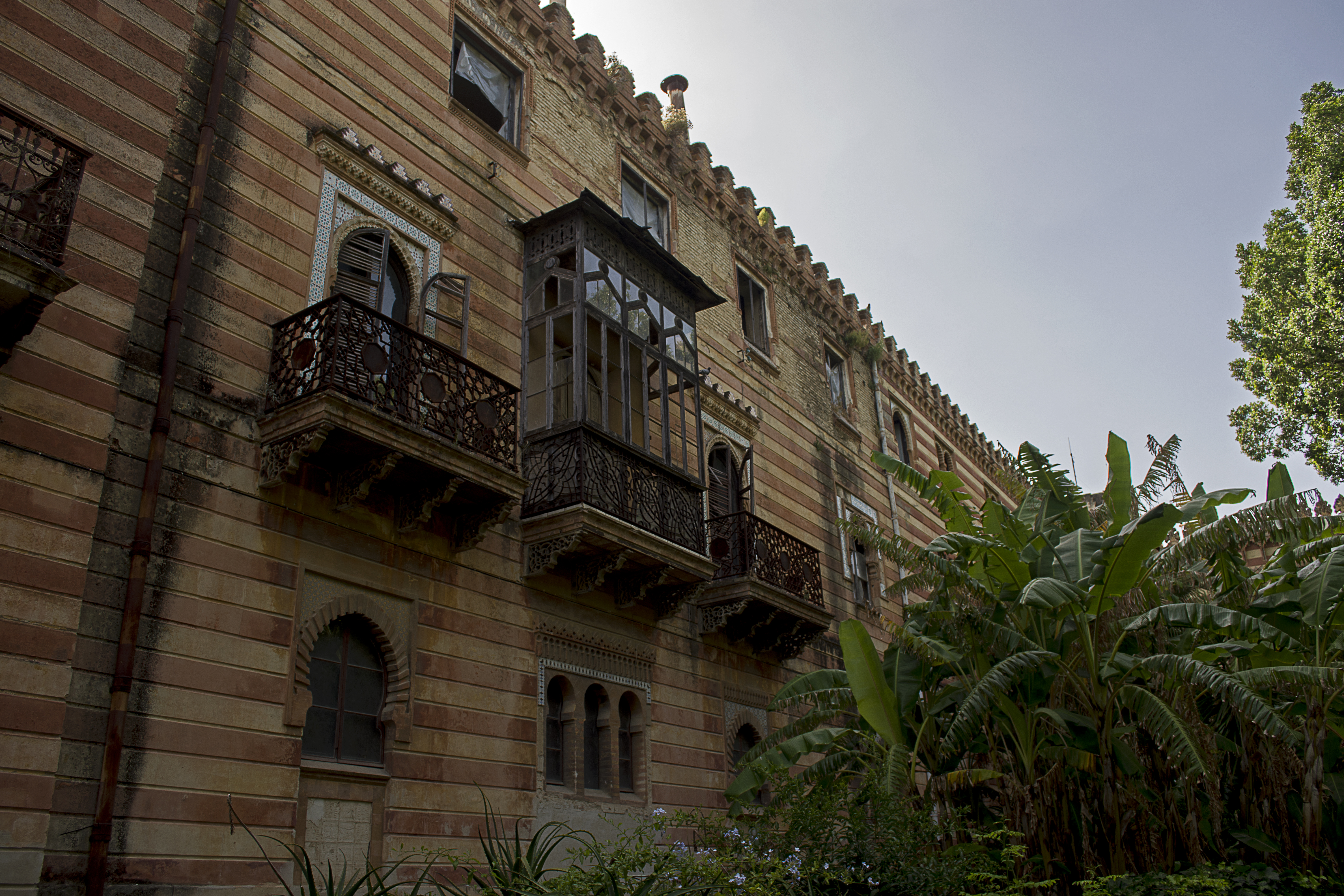
Palacio de los duques de Montpensier, hoy ayuntamiento de Sanlúcar de Barrameda.

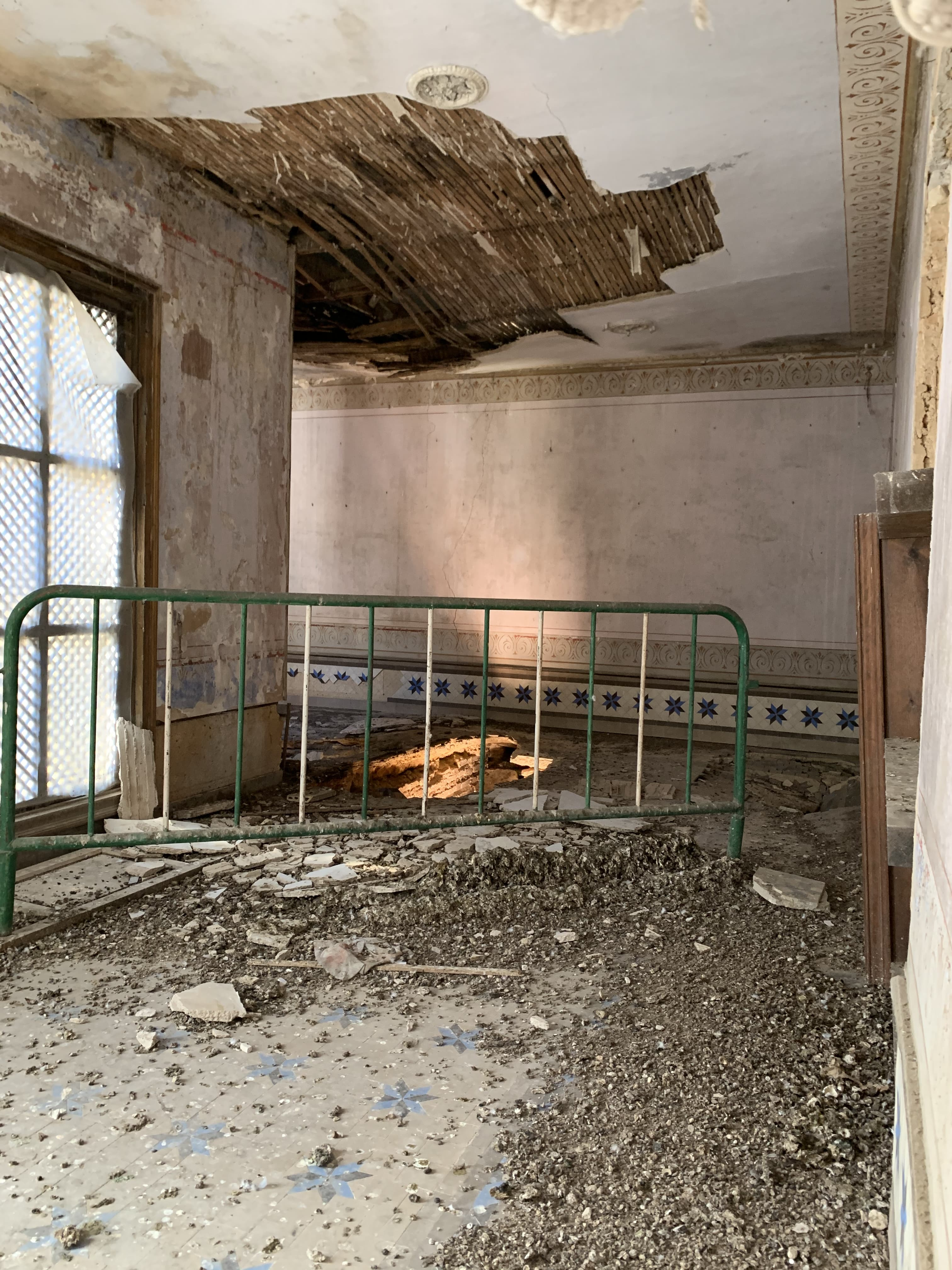
Pasillo del Palacio Orleans-Borbón
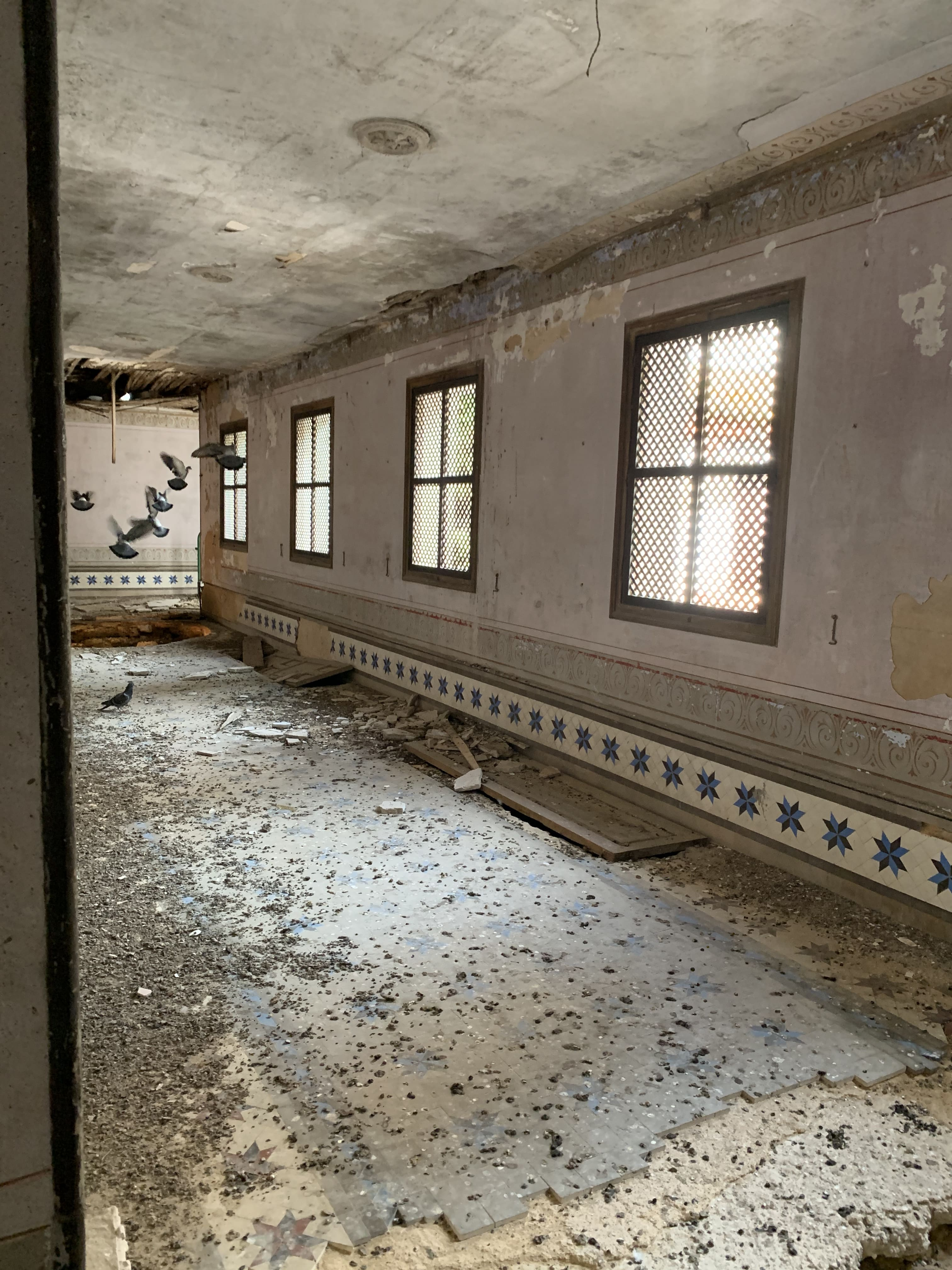
Detalle
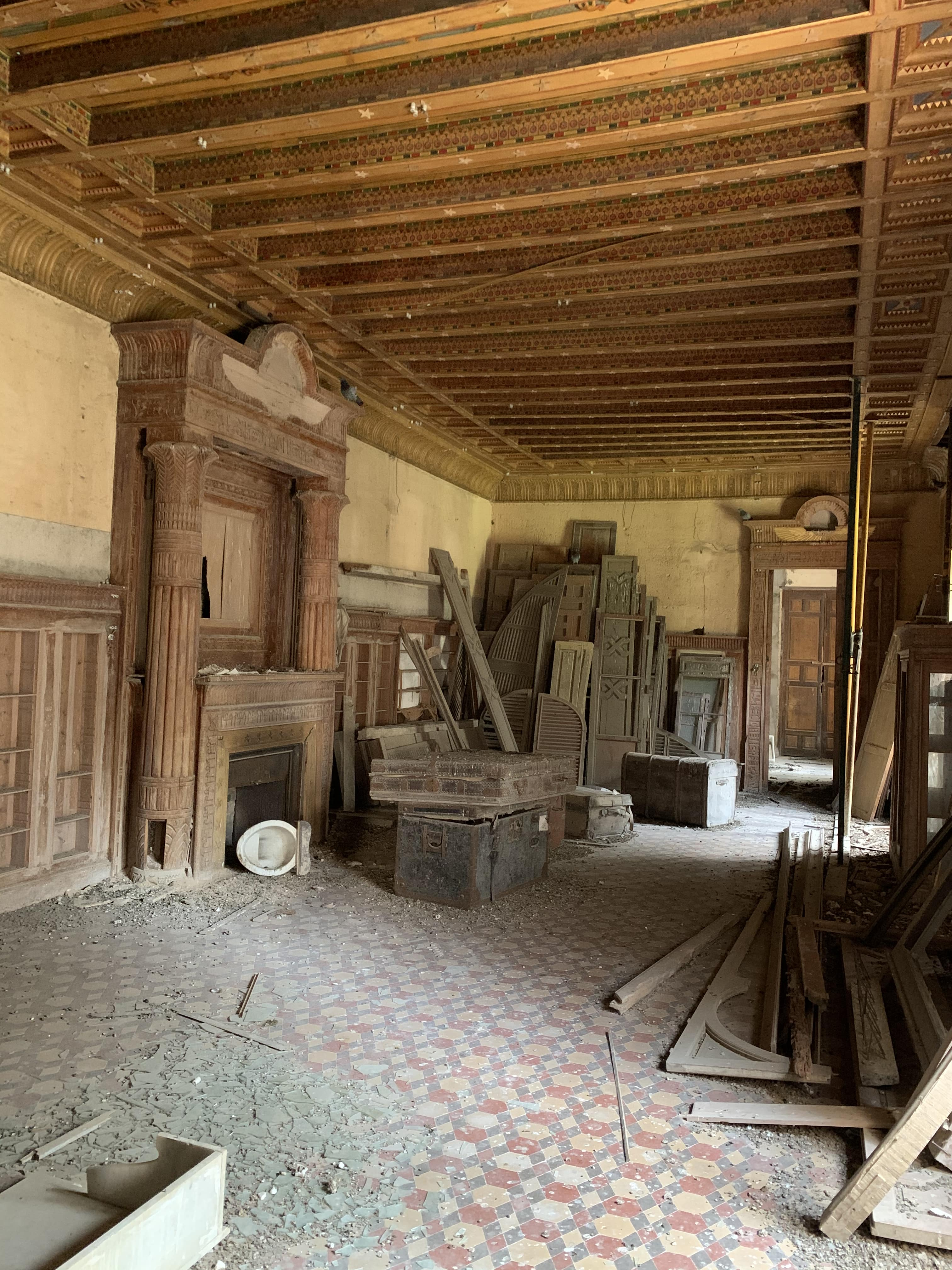
Biblioteca egipcia
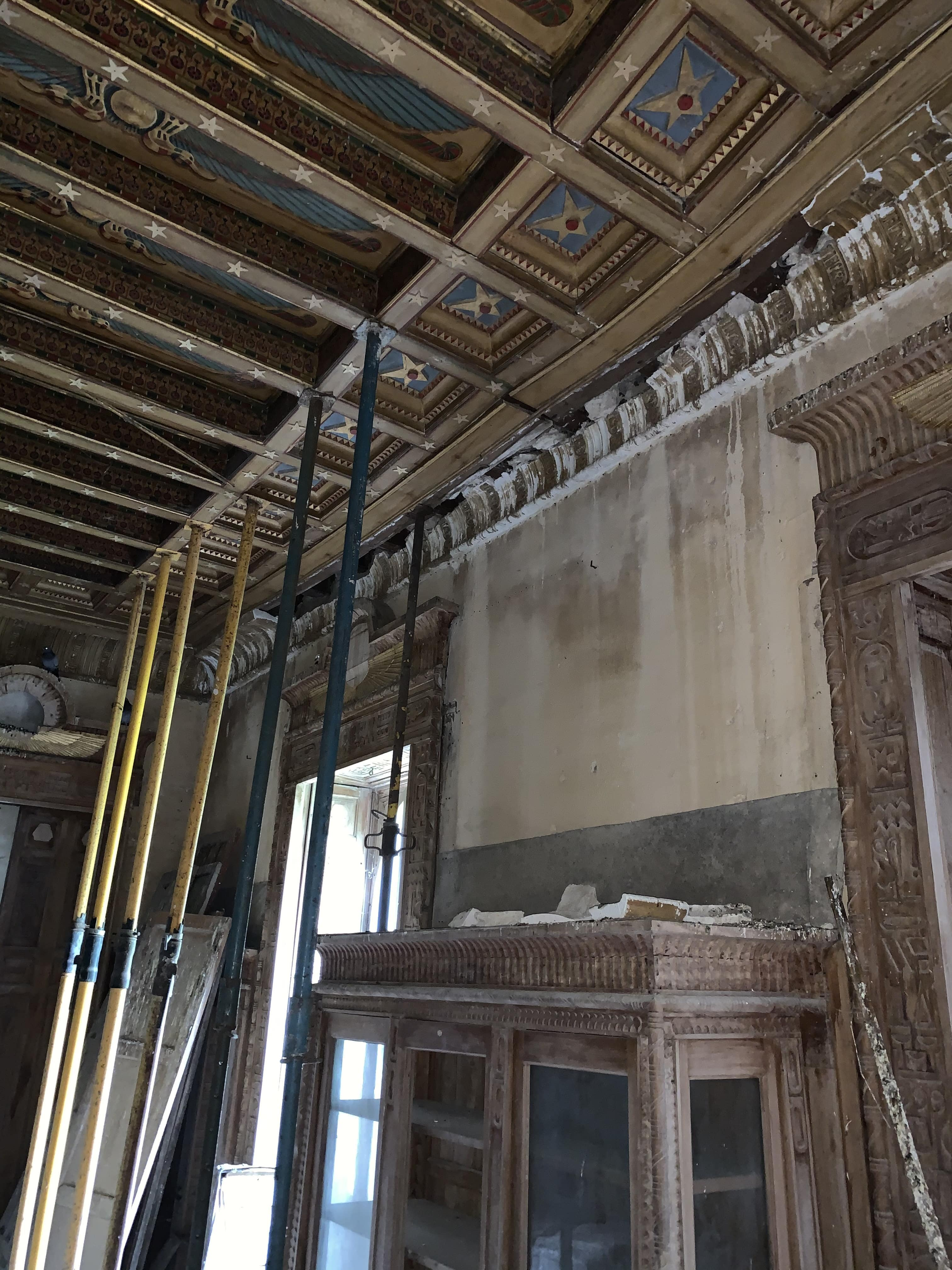
Detalle Biblioteca egipcia
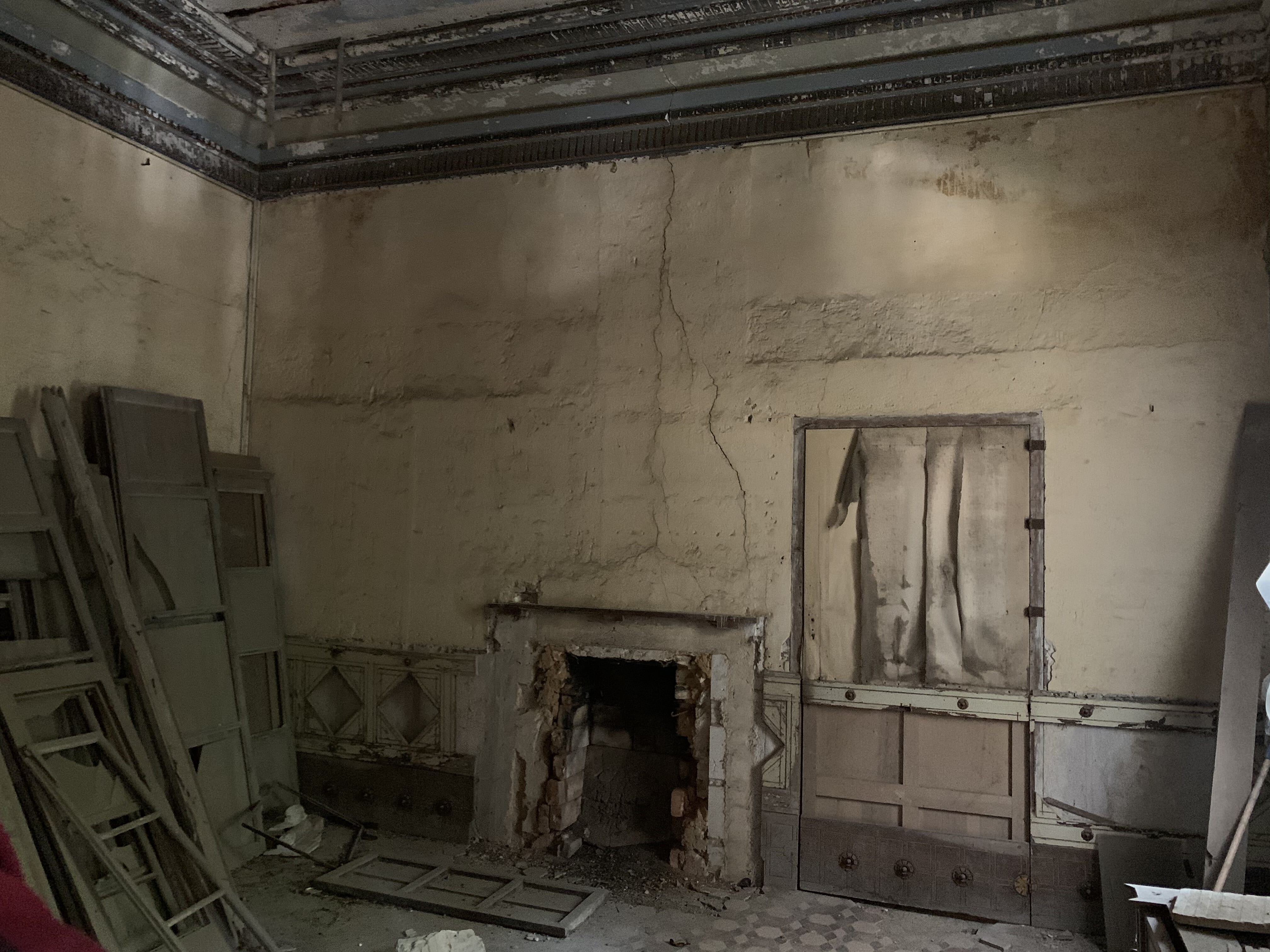
Estado actual de una de las salas

### Jardines
El diseño de sus jardines de tipo inglés fue realizado por francés Lecolant, que fue unos de los responsables del ajardinamiento del palacio sevillano de San Telmo.

## Los duques de Montpensier y Sanlúcar de Barrameda
En febrero de 1848, se instauró la Segunda República Francesa y toda la familia real de este país se marcha al extranjero. Antonio de Orleans, el menor de los hijos del rey Luis Felipe I, contrajo matrimonio con la infanta de España, Luisa Fernanda de Borbón, y terminó estableciéndose en la ciudad de Sevilla, en el actual Palacio de San Telmo. Después de realizar algunas visitas a la costa gaditana, eligieron en 1849, Sanlúcar de Barrameda, como lugar de descanso estival.
El 26 de julio de 1851, el síndico del Ayuntamiento de Sanlúcar de Barrameda expone a la corporación lo siguiente: «Teniendo entendido que sus Altezas Reales, Infantes de Orleans, desean adquirir el edificio que fue Seminario opina el que suscribe que el Ayuntamiento manifieste el interés que tiene en que el contrato se realice por los beneficios que al pueblo reporta...». Y un año más tarde se asentaron definitivamente en lo que sería el denominado palacio de Orleans-Borbón.
El año 1852 los duques de Montpensier comenzaron la compra de la finca que antes fue el Botánico, que entonces no era más que trozos de viña, a Concepción Rosales, con el propósito de abastecer de agua sus jardines del palacio. Para ello se restablecieron unos pozos y las norias de hierro, plantándose semilleros de árboles de adorno y en el resto del terreno se plantaron pinos.